# Dorothy Crowfoot Hodgkin
Dorothy Mary Crowfoot Hodgkin (ur. 12 maja 1910 w Kairze, zm. 29 lipca 1994 w Shipson-on-Stour) – angielska biochemiczka, krystalografka, laureatka Nagrody Nobla w dziedzinie chemii w 1964 roku za wyznaczenie struktury penicyliny i witaminy B12.

## Życiorys
W latach 1928–1932 studiowała chemię i krystalografię na Uniwersytecie w Oksfordzie. Przez następne dwa lata prowadziła w Laboratorium Cavendisha w Cambridge badania krystalograficzne nad sterolami, peptydami i aminokwasami. Następnie ponownie pracowała na Uniwersytecie w Oksfordzie. W 1937 roku obroniła doktorat na Uniwersytecie w Cambridge pod kierunkiem profesora Bernala. W 1960 roku została profesorem. Była członkiem The Royal Society.
Za pomocą analizy rentgenostrukturalnej ustaliła budowę molekularną jodku cholesterylu (1943), penicyliny (1946), cholesterolu, witaminy B12 (1956), cefalosporyny (1961) oraz insuliny (1962). Za pomocą tej samej metody jako pierwsza odkryła w 1961 roku, że witamina B12 jest związkiem metaloorganicznym, gdyż zawiera bezpośrednie wiązanie chemiczne między atomami kobaltu i węgla.
W 1964 roku otrzymała Nagrodę Nobla w dziedzinie chemii za rentgenostrukturalne badania struktury substancji ważnych biochemicznie. Laureatka Medalu Copleya.
Napisała podręcznik Crystallography and Crystal Perfection (Oxford, 1963).